# Luka Mucic
Luka Mucic (* 10. September 1971) ist ein deutscher Manager und war von 2014 bis zum 31. März 2023 Chief Financial Officer (CFO) der SAP SE. Seit dem 1. September 2023 ist er Chief Financial Officer der Vodafone Group. Zum 1. Januar 2026 wird er Chief Executive Officer (CEO) des Immobilienkonzerns Vonovia.

## Ausbildung
Mucic wuchs in Walldorf auf und machte dort auch sein Abitur. Ab 1991 studierte er Rechtswissenschaften an der Ruprecht-Karls-Universität Heidelberg und erwarb einen gemeinschaftlichen Executive MBA-Abschluss der Mannheim Business School und der ESSEC Paris.

## Berufliche Laufbahn
Luka Mucic startete 1996 mit dem Schwerpunkt Wirtschaftsrecht bei SAP in der Rechtsabteilung. Es folgen Stationen in Führungspositionen innerhalb des Vorstandsbereichs Global Finance and Administration. Er übernahm die Verantwortung für M&A sowie die Leitung des Bereichs Global Risk Management und der Rechtsabteilung von SAP Markets Europe. Von 2008 bis 2012 war Mucic CFO der DACH-Region und von SAP Deutschland. Im Juli 2013 rückte er als Head of Global Finance in das SAP Global Managing Board auf. Im Juli 2014 wurde er Nachfolger von Werner Brandt als CFO des SAP-Konzerns. Zusätzlich übernahm er die Rolle des Chief Operating Officers. Im März 2022 teilte SAP mit, dass Mucic das Unternehmen vor Ende seines Vertrags bereits zum 31. März 2023 verlassen werde, mit einer Abfindung über 9,6 Millionen Euro. Im Mai 2025 wurde bekannt, dass Mucic bis spätestens Anfang 2026 seine Position bei Vodafone aufgibt, um die Rolle des Vorstandsvorsitzenden bei der Bochumer Vonovia SE zu übernehmen, Deutschlands größtem Wohnungskonzern.

## Privates
Mucic ist verheiratet, hat drei Kinder und lebt in der Rhein-Neckar-Region.